# Râul Apold
Râul Apold este un curs de apă, afluent al râului Secaș. 